# Маргарита Померанська (1518—1569)
Маргарита Померанська (нім. Margareta von Pommern), у деяких джерелах Анна Маргарита (нім. Anna Margarete); після 25 травня 1518 — 24 червня 1569) — померанська принцеса з династії Грифичів, донька герцога Померанії, Штеттіну та Вольгасту Георга I та пфальцграфині Рейнської Амалії, дружина герцога Брауншвейг-Люнебургу князя Грубенгагену Ернста III.

## Біографія
Народилась після 25 травня 1518 року. Була третьою дитиною та єдиною донькою в родині принца Померанії, Штеттіну та Вольгасту Георга та його першої дружини Амалії Пфальцької. Мала старшого брата Філіпа. Ще один брат помер в ранньому віці. Правлячим герцогом Померанії на той час був їхній дід Богуслав X.
У жовтні 1523 року батько успадкував повноту влади у герцогствах. За кілька місяців після цього Маргарита втратила матір, яка все життя мала слабке здоров'я. У 1530 році у неї з'явилася мачуха Маргарита Бранденбурзька, але вже наступного травня батько помер. Її брат Філіп нетривало правив герцогствами разом із дядьком Барнімом IX Благочестивим, після чого той провів розподіл земель, залишивши собі Штеттін і віддавши небожу Вольгаст.

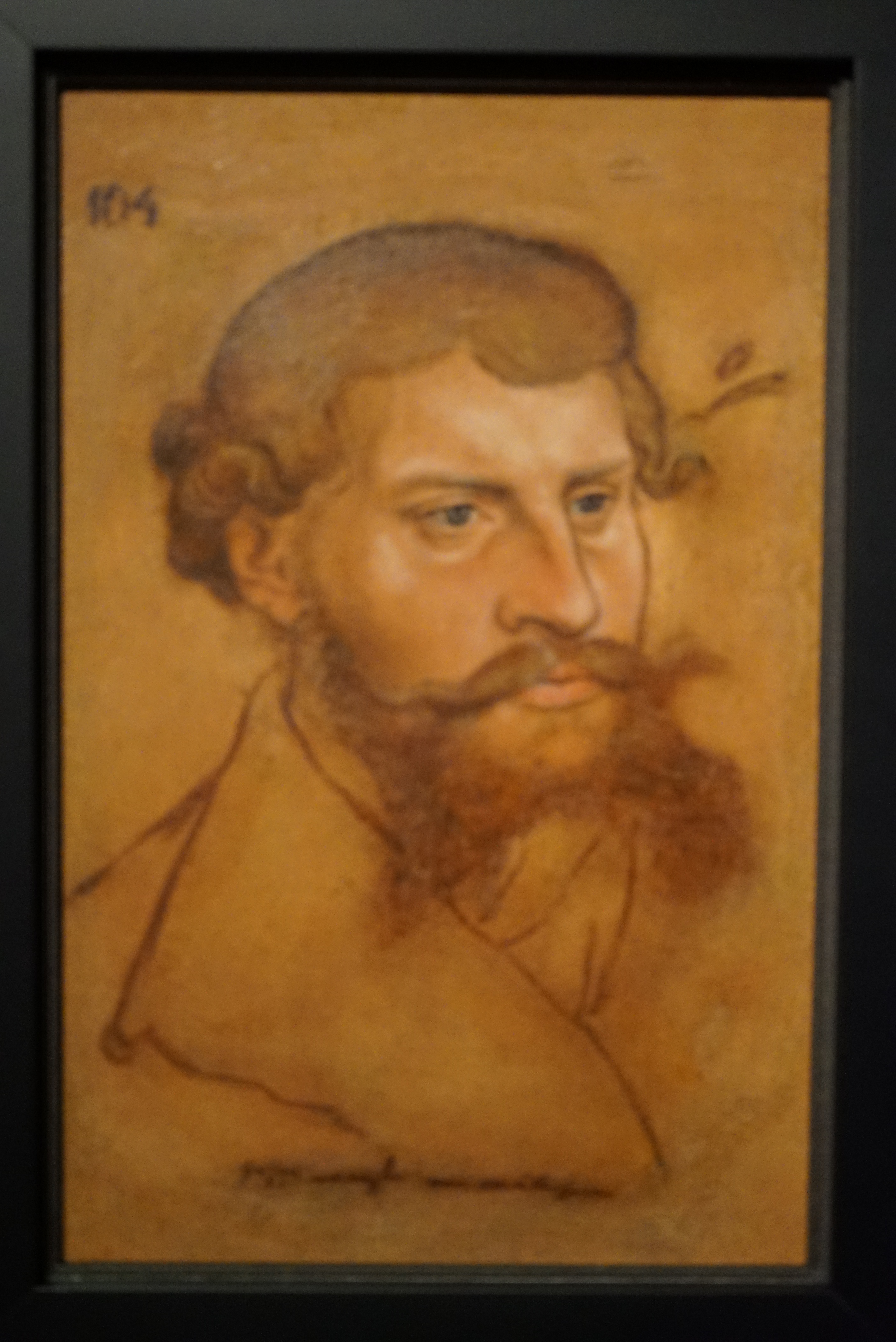
Портрет Ернста III

У 29-річному віці Маргарита стала дружиною спадкоємного принца Брауншвейг-Грубенгагену Ернста, свого однолітка. Весілля відбулося 9 жовтня 1548 у Вольгасті. Також наводиться дата 9 жовтня 1547 року. Наречений був відомий своєю м'якою та привітною вдачею. У подружжя народилася єдина донька Єлизавета.
У вересні 1551 року Ернст став князем Грубенгагену. Прославився турботою про своїх підданих, розвивав видобуток корисних копалин, просував лютеранство. Втім, вказували і на його любов до алкоголю. Серед резиденцій подружжя були замок Зальцдерхельден і перебудований у палац після пожежі замок Герцберг.
Ернст пішов з життя 2 квітня 1567 року. Йому наслідував молодший брат Вольфганг.
Маргарита померла 24 червня 1569 року у Зальцдерхельдені. Як і чоловік, похована у ринковій церкві Святого Егідія в Остероде. У 1881 році надгробки розмістили на стінах церкви.

## Родина
Чоловік — Ернст III
Діти:
- Єлизавета (1550—1586) — дружина першого герцога Шлезвіг-Гольштейн-Зондербургу Ганса II Молодшого, мала чотирнадцятеро дітей.